# أولاد بوشاون (الزاخا نين)
أولاد بوشاون هو دُوَّار يقع بجماعة أولاد داوود ازخانين، إقليم الناظور، جهة الشرق في المملكة المغربية. ينتمي الدوّار لمشيخة الزاخا نين التي تضم 9 دواوير. يقدر عدد سكانه بـ 209 نسمة حسب الإحصاء الرسمي للسكان والسكنى لسنة 2004.

## روابط خارجية
- البوابة الوطنية للجماعات الترابية
- المندوبية السامية للتخطيط